# Томас, Тим
Тимоти Томас-младший (англ. Timothy Thomas, Jr.; род. 15 апреля 1974, Флинт, Мичиган) — американский хоккеист. Амплуа — вратарь. Прозвище — «Танк» (англ. Tank).
На драфте НХЛ 1994 года был выбран в 9 раунде под общим 217 номером командой «Квебек Нордикс». 4 июня 1998 как свободный агент подписал контракт с «Эдмонтон Ойлерз», однако за основу «Нефтяников» не провел ни одного матча. 8 августа 2002 как свободный агент подписал контракт с «Бостон Брюинз». В январе 2008 и 2009 годов принял участие в Матче всех звезд НХЛ. В июне 2009 Томас был удостоен высшей вратарской награды НХЛ Везина Трофи, попутно получив Уильям М. Дженнингс Трофи. В июне 2011 года Тим выиграл приз лучшему игроку плей-офф — Конн Смайт Трофи, стал обладателем Кубка Стэнли в составе Бостон Брюинз, а также во второй раз получил «Везину».
В январе 2012 Тим Томас отказался идти на официальный приём к президенту США Бараку Обаме в знак протеста против политики федеральных властей.
Томас прокомментировал своё решение:

« Правительство „вышло из под контроля, угрожает правам, свободам и собственности людей“. Подобное происходит на уровне всех трех ветвей власти. Нынешняя политика противоречит конституции США и взглядам отцов-основателей государства на федеральное правительство.».

В июне 2012 года Томас заявил, что пропустит сезон 2012/13. Вратарь решил посвятить время семье и друзьям. Также Тим продолжил тренироваться по различным методикам и разрабатывал защитную экипировку.
7 февраля 2013 года Питер Чиарелли обменял Тима Томаса в «Нью-Йорк Айлендерс».
Осенью 2013 года подписал однолетний контракт с «Флоридой Пантерз» на $ 2,5 млн. Но в конце сезона был обменян в «Даллас Старз» в связи с приходом в стан «пантер» Роберто Луонго.

## Награды
- Серебряный призёр Олимпийских игр в Ванкувере, 2010 (сборная США)
- Обладатель Кубка Стэнли, 2011 («Бостон Брюинз»)
- Конн Смайт Трофи (2011)
- Везина Трофи (2009, 2011)
- Участник матча «Всех звёзд» НХЛ (4 раза: 2008, 2009, 2011, 2012)
- Чемпион Финляндии: 1998
- Признан лучшим вратарём СМ-лиги (приз имени Урпо Юлёнена): 1998